# Frants Axel Lassen
Frants Axel Lassen (8. april 1922 på Høvdingsgård – 12. maj 1997 i Næstved) var en dansk godsejer, bror til Anders Lassen.
Lassen var søn af Emil Victor Schau Lassen og Suzanne Marie Signe født komtesse Raben-Levetzau. Han var ansat i ØK 1938-40, blev ligesom sin kendte bror løjtnant i den britiske hær 1942-45, og af SOE sendt til Danmark, hvor han blev arresteret af GESTAPO 1. september 1944. Han fik sin landbrugsuddannelse i USA 1945-51. Han var til tjeneste i den amerikanske hær i Tyskland 1951-54.
Han ægtede i 24. juni 1954 i Bråby Kirke Elisabeth Henriette komtesse Danneskiold-Samsøe (født 21. januar 1924), datter af lensgreve, overdirektør Aage Danneskiold-Samsøe. Børn:
- Anders Aage Schau Danneskiold Lassen
- Christian Iver Schau Danneskiold Lassen (født 1958)

Elisabeth Lassen ejede Brattingsborg og Holmegaard, som Frants Axel Lassen blev medbestyrer af. Han ejede selv Juellinge, blev kammerherre og hofjægermester. Han bar også Christian X's Erindringsmedalje og udenlandske ordener.
Lassen var desuden medlem af Samsø Sogneråd 1962-66, formand for bestyrelsen for Holmegaard Glasværk A/S og Fensmark Glasværk A/S 1956-65, medlem af bestyrelsen for Kastrup og Holmegaard Glasværker A/S, H.G. Glas A/S og Fensmark Glasværk A/S, formand for bestyrelsen for Vedex Dansk Skovindustri A/S 1967-70 og for A/S Havnen ved Kolby Kås samt medlem af bestyrelsen for Hotel Scandinavia I/S.